# 壬生晨照
壬生 晨照（みぶ あさてる、生年不詳 - 応仁2年6月19日〈1468年7月8日〉）は、室町時代の地下官人。左大史・壬生周枝の子。官位は正四位上・左大史。頭殿、長者殿と呼ばれた。

## 経歴
従五位下に叙爵後、民部権少輔・主殿頭を経て、永享7年（1435年）左大史に任ぜられ、先任の左大史であった大宮長興を越えて官務小槻氏長者となる。その後、晨照は永享11年（1439年）従四位上、文安2年（1445年）正四位上と昇進するが、この間に長興が官務氏長者の人事について室町幕府に直訴した結果、文安2年（1445年）2月に長興が官務小槻氏長者となる。晨照はこれに強く反発し、11月には氏長者・官務の地位を奪い返すが、これ以後、壬生晨照と大宮長興との対立は久しく続くことになる。
宝徳元年（1449年）に足利義成への将軍宣下を機に官務氏長者が壬生晨照から大宮長興に移るが、晨照は長興との間で官務・氏長者の地位や氏長者の領地をめぐって相論を繰り返し、壬生家側の主張を認めさせ、寛正6年（1465年）には再び官務氏長者を大宮長興から取り戻した。
応仁2年（1468年）6月19日卒去。

## 官歴
『地下家伝』などによる。
- 時期不詳：従五位下。民部権少輔。主殿頭
- 永享7年（1435年） 日付不詳：左大史、奉官務並氏長者事
- 永享11年（1439年） 正月5日：従四位上
- 文安2年（1445年） 正月5日：正四位上。日付不詳：辞左大史。11月：奉官務並氏長者事
- 寛正6年（1465年） 4月：左大史、奉官務並氏長者事
- 応仁2年（1468年） 6月19日：卒去

## 系譜
『地下家伝』による。
- 父：壬生周枝
- 母：不詳
- 妻：不詳
  - 男子：壬生晴富（1422-1497）